# 三重県道680号高倉佐那具線
三重県道680号高倉佐那具線（みえけんどう680ごう たかくらさなぐせん）は、三重県伊賀市を通る一般県道である。

## 概要
伊賀市西高倉から伊賀市外山に至る。

### 路線データ
- 起点：伊賀市西高倉（滋賀県道・三重県道138号信楽上野線交点）
- 終点：伊賀市外山（JR西日本関西本線 佐那具駅前、三重県道676号寺田佐那具停車場線終点）
- 総延長：6,430 m

## 歴史
- 1959年（昭和34年）1月25日 - 「三重県道680号西村佐那具線」として路線認定[1]。

## 路線状況

### 重複区間
- 国道422号（伊賀市三田・高砂交差点 - 伊賀市大谷）

### 交通量
平日12時間交通量
| 地点         | 交通量  |
| ------------ | ------- |
| 伊賀市東高倉 | 2,049台 |

## 地理

### 通過する自治体
- 三重県

- 伊賀市

### 交差する道路
| 交差する道路                      | 交差する場所 | 交差する場所 |
| --------------------------------- | ------------ | ------------ |
| 滋賀県道・三重県道138号信楽上野線 | 西高倉       | 起点         |
| 国道422号 重複区間起点            | 三田         | 高砂交差点   |
| 国道422号 重複区間終点            | 大谷         |              |
| 三重県道676号寺田佐那具停車場線   | 外山         | 終点         |

### 交差する鉄道
- 伊賀鉄道伊賀線
- 関西本線

### 沿線
- JAいがほくぶ 上野北支店
- 伊賀市立上野北小学校
- 伊賀市立新居小学校
- 伊賀鉄道伊賀線 新居駅
- JR西日本関西本線・伊賀鉄道伊賀線 伊賀上野駅
- ケイミュー 伊賀事業所
- 滋賀近交運輸倉庫 三重支店
- 上野キヤノンマテリアル本社
- 日硝ハイウエー 名阪営業所
- JR西日本関西本線 佐那具駅

## 参考資料
- 『県別マップル24 三重県道路地図』（昭文社、2009年3版1刷発行、ISBN 978-4-398-62474-1 、35ページ）